# Дупяшко неолитно селище
Дупяшкото неолитно селище (на гръцки: Νεολιθικός οικισμός στο Δισπηλιό) е неолитно селище край костурското село Дупяк (Диспилио), единственото открито крайезерно неолитно селище в Гърция. Край селището днес е направена негова музейна възстановка. На 25 октомври 1971 година е обявено за паметник на културата.

## История на разкопките
Селището е открито в 1932 година от екип археолози, начело с Антониос Керамопулос от Солунския университет край село Дупяк, на 7 km южно от Костур, на югозападния бряг на Костурското езеро в местността Ниси (Остров), където се издига църквата „Възнесение Господне“. Проучванията на Керамопулос продължават няколко дни и са публикувани в 1938 година в „Практика тис ен Атинес Археологикис Етерияс“.
Различни строителни дейности, сред които и изграждането на пътя Дупяк – Костур в 1935 година, водят до падане на водата на Костурското езеро и разкриване на селището. Керамопулос се връща в 1940 година и прави проучвания на две различни места за стената на селището, сведения за която има от времето на Балканската война (1913). Тридесет години по-късно теренни проучвания на селището прави и професор Николаос Муцопулос.
В 1992 година започва ново проучване на селището от екип на Солунския университет, начело с Георгиос Хурмузиадис, което систематично продължава. Към 2014 година са разкопани 5250 m2 в три сектора – западен, източен и южен, от общата площ на селището ~17 000 m2. Артефакти и следи от антропогенна дейност има и във водата на езерото край селището.
- Снимки на селището
- Източният сектор
- Източният сектор
- Селището в 2020 г.

## Датировка
По относителната датировка като цяло селището се датира в средния и късния неолит, но в някои негови части са открити конструкции и керамика, датиращи и от ранния неолит. Разкопките не са разкрили фази на изоставяне.

## Находки
Открити са три културни фази, които включват отделни епизоди на обитаване, от които постепенно се формира селищна могила, оформяна по-късно от промяната на нивото на водата на езерото. Едно такова повишаване на водите довежда до изоставянето на могилата в халколитната епоха и насипването и с пръст отгоре. Находки от повърхността хоказват по-късно обитаване през бронзовата епоха.
Съдейки по остатъците от флора и фауна, както и по откритите сечива и керамика, жителите на селището са се занимавали с животновъдство, земеделие, лов и риболов – открити са следи от лодка еднодръвка, каквито и до днес се използват в езерото. Открития като обсидианните триъгълни и листообразни върхове на стрели от Мелос, керамика сходна с тази от други балкански неолитни селища, каменната обица с идол, показват, че селището участва активно в търговския обмен.

### Дупяшка табличка
През юли 1993 година екипът на Хурмузиадис открива в пробен изкоп във водата на Костурското езеро, съвсем близо до брега кедрова дъсчица с почти квадратна форма и размери 23 х 19,2 х 2 cm, по която има следи от огън. Изкопът е направен на няколко метра от северозападната страна на източния изкоп. Оформен е квадрат с дървени панели и водата е изпомпвана постоянно навън. Когато постепенно е премахната калта, дървената табличка се появява, плуваща над водата. На повърхността на артефакта, наречена предна, могат да се различат до 10 реда линейни вертикално и хоризонтално начертани „символи“. Сходни начертани знаци има и на горната тънка страна на табличката. Знаците са запазени благодарение на безкислородната, тафономична среда. След изсушаването обаче, по-голямата част от дълбочанита на начертанията е загубена. Табличката е датирана с въглероден анализ към 5202 ± 123 г. пр.н.е.

### Други гравирани артефакти
Няколко други глинени артефакта също имат знаци, които не могат да бъдат сметнати за декоративни, а по-скоро най-вероятно са от типа „предаващи съобщение“.
- Върху външната страна на глинена сиво-кафява чаша с кръгла основа има два периферни реда с гравирани знаци. Долният ред, близо до основата, е отделен с гравирана горна и долна граница. Горният ред е свободен и се определя от кръглата форма на гравираните знаци. Чашата е открита в пласт с керамика, която типологично се датира към края на средния неолит.[4]

- На керамичен чиреп има гравирани Λ-образни знаци и хоризонтални линии. Чирепът също се датира към края а средния неолит.[4]

- Фрагмент от полиран глинен артефакт, вероятно глинена табличка, също има гравирани знаци по повърхността. От едната страна има гравиран Λ-образен символ и хоризонтални линии, а от другата[4] е плосък със следи от абразия. Открит е в слой с керамика, типологично датираща от периода късен неолит I.[8]

- Върху външната повърхност на глинена кафява купа има голям брой гравирани знаци, разположени предимно в три паралелни периферни реда. Датирана е в периода късен неолит I.[8]

- Ръчноправена кафява миниатюрна ваза с относително отчетливи гравирани знаци, която е с доста груба повърхност, има надписи около гърлото и по външната повърхност. В основата ѝ са гравирани линейни петна, организирани в малки групи. От вътрешната страна има начупена линия, предимно под гърлоно с допълнителни гравюри на три паралелни периферни реда. Датирана е в периода късен неолит I.[8]

- На питос от късния неолит I има гравиран знак W.[8]

- Кръгъл глинен артефакт, вероятно глинена табличка, която се състои от пет фрагмента, също има знаци. В горната си част има две дупки на разстояние 3,6 cm. Едната повърхност е плоска със следи от абразия. Предната има няколко гравирани знаци между двете дупки, като например хоризонтално Λ. В средата на гравираните линии, може да се различи фигура на животно. Датира се в периода късен неолит I.[8]

Всички гравирани артефакти са открити в съседни локации в източния сектор на разкопките, на дълбочина от 1,20 до 1,95 m и не могат да получат абсолютна датировка с луминисцентния метод, тъй като са били погребани в продължение на хилядолетия във влажна почва.
Знаците напомнят голям брой неолитни керамични находки от селища в Южните Балкани, наречени Винчанска култура, Търтърските таблички и Линеар А. Тези неолитни „послания“ никога кяма да могат да бъдат разшифровани, но са важна част от културния аспект на праисторията.